# Place Nationale (Paris)
Pour les articles homonymes, voir Rue et Place Nationale.
La place Nationale est une voie située dans le quartier de la Gare du 13e arrondissement de Paris.

## Situation et accès
Les rues Nationale, du Château-des-Rentiers, Clisson, Lahire et Baudricourt se rencontrent place Nationale.

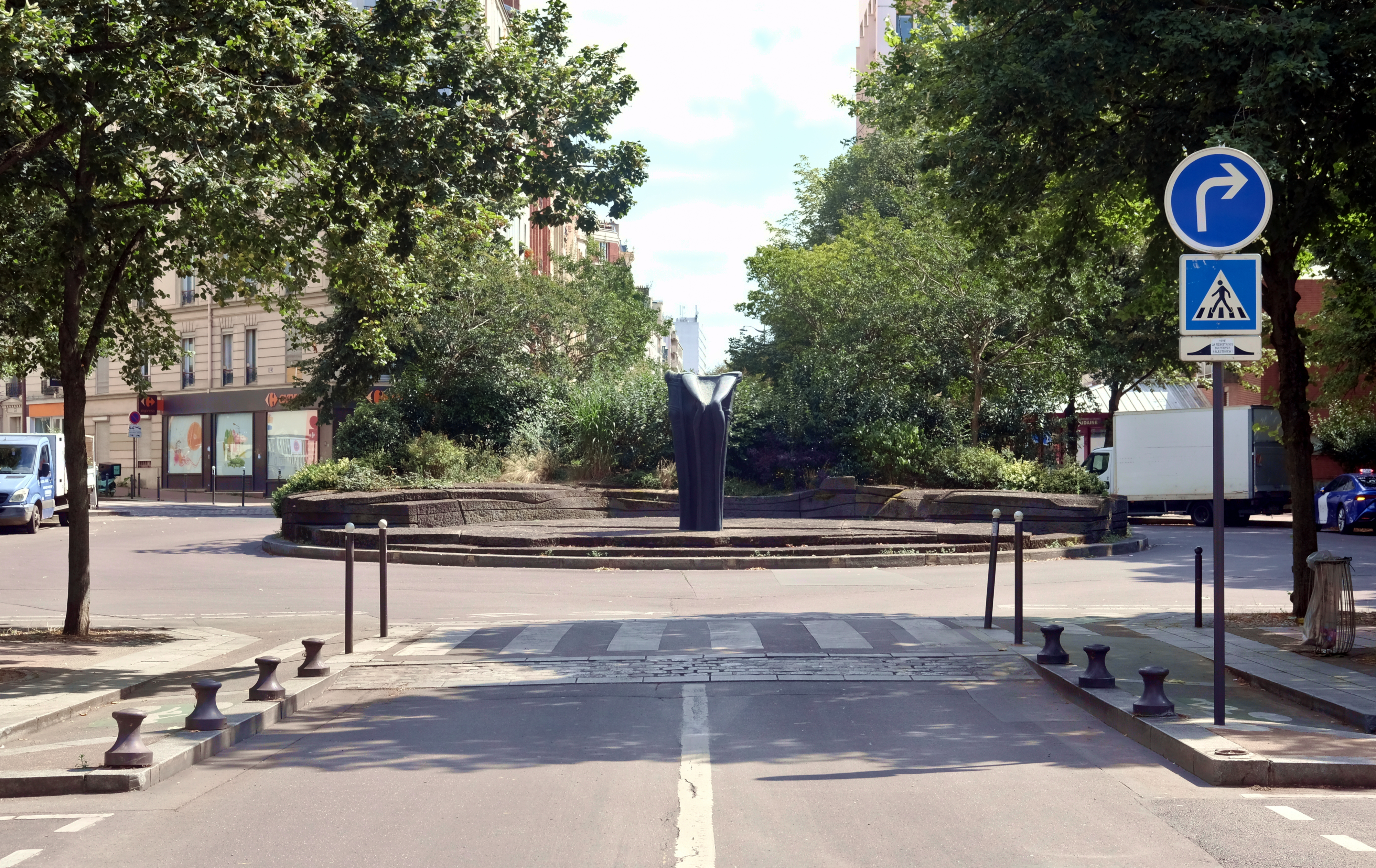
La place en 2024.
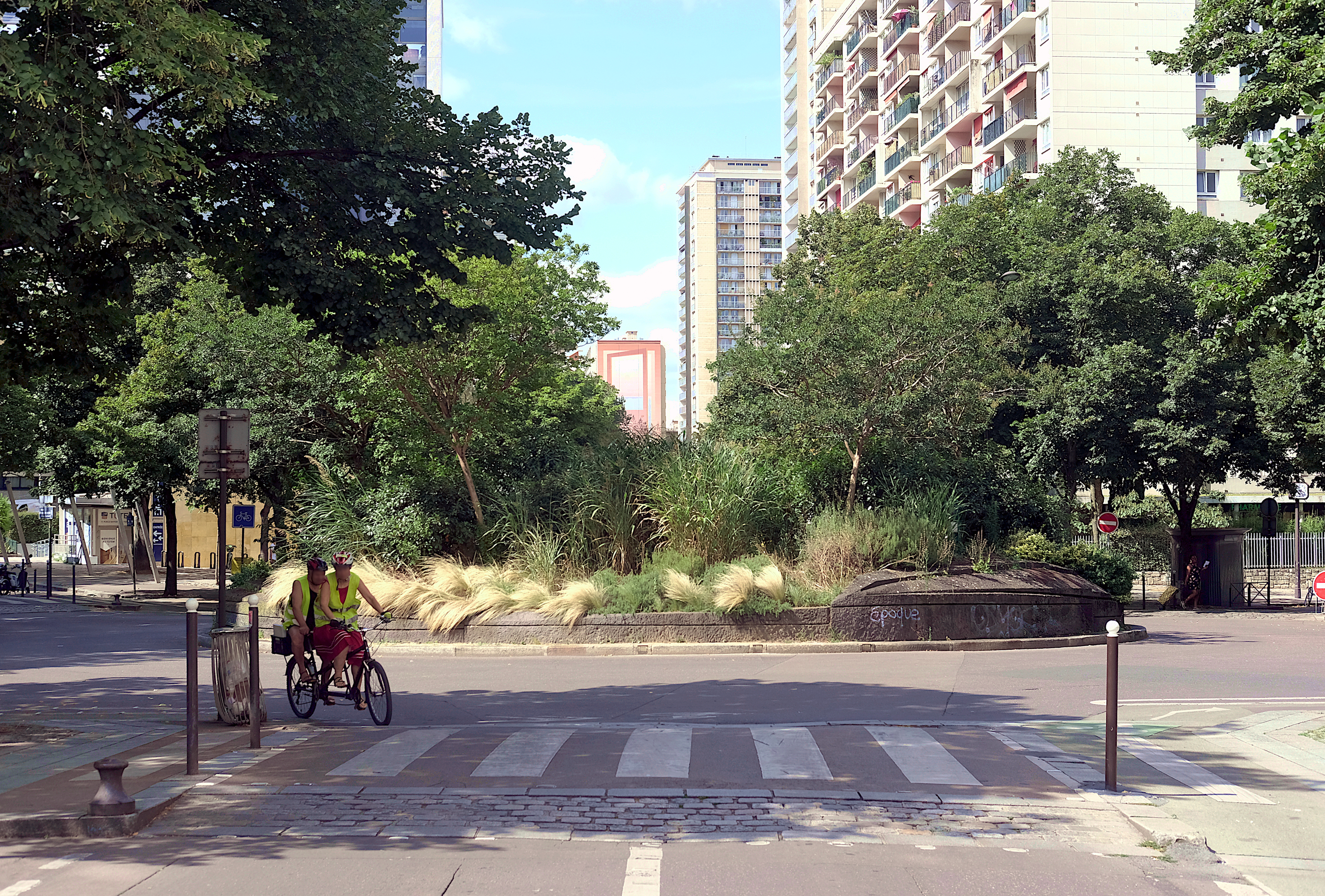

## Origine du nom
Son nom renvoie à la révolution de 1848 en raison de sa proximité avec la rue éponyme.

## Historique
Cette place est indiquée sur le plan cadastral de 1812. En 1990, la sculpture La colonne du corps de Leonardo Delfino est installée au centre de la place.

## Bâtiments remarquables et lieux de mémoire

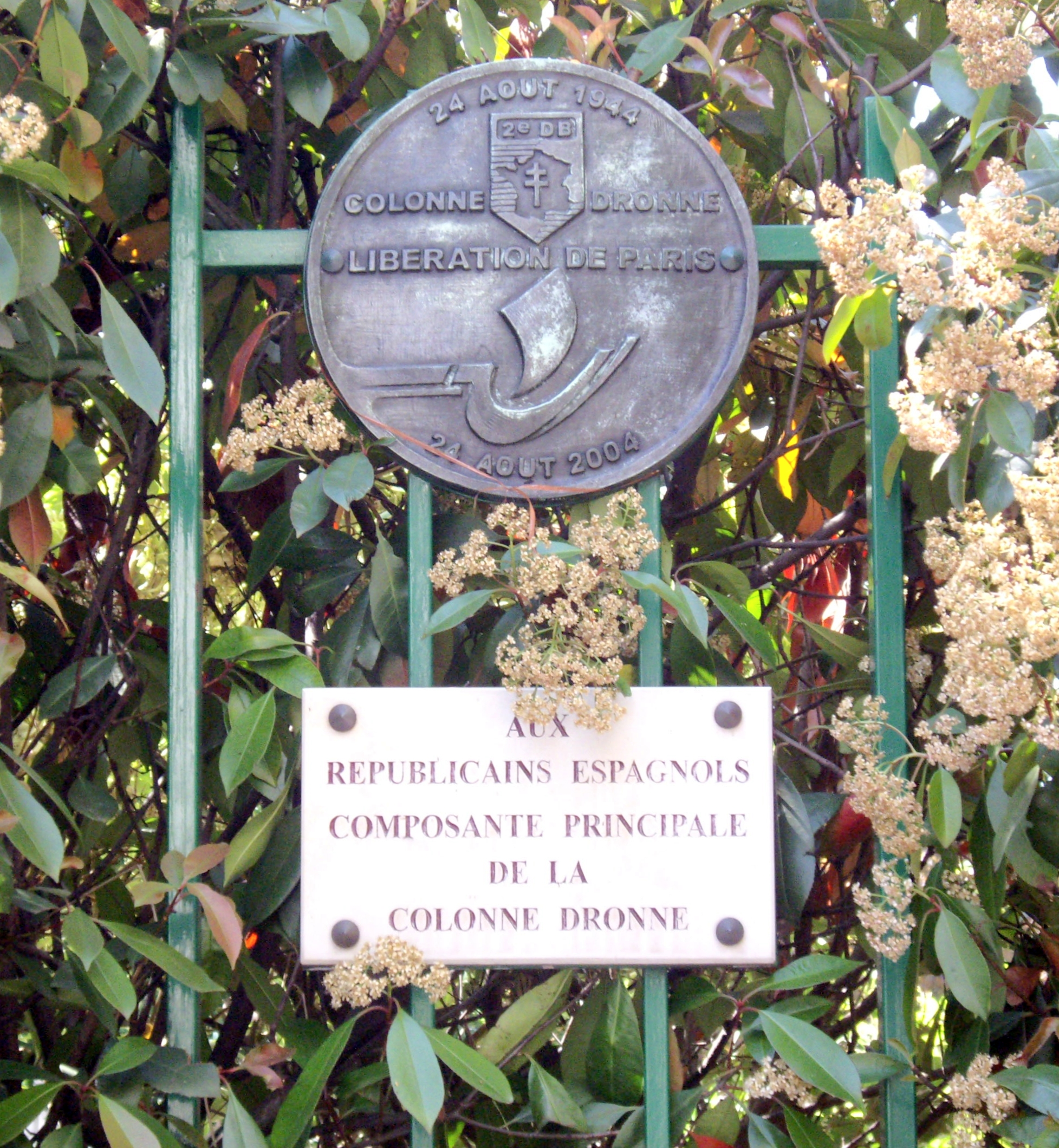
Hommage à La Nueve, 9e compagnie du régiment de marche du Tchad.